# Tesmar II

Herb Tesmar II

Herb Tesmar II a

Herb Tesmar II b

Tesmar II – zachodniopomorski herb szlachecki.

## Opis herbu
Herb znany przynajmniej w trzech wariantach. Opisy z wykorzystaniem zasad blazonowania, zaproponowanych przez Alfreda Znamierowskiego:
Tesmar II: W polu srebrnym rzeka błękitna. Klejnot: nad hełmem bez korony trzy oszczepy na opak, w wachlarz, o drzewcach złotych. Labry: błękitne, podbite srebrem.
Tesmar II a: Barwy nieznane. W polu dwie rzeki w pas, nad którymi trzy oszczepy na opak, w wachlarz. Klejnot: nad hełmem, w koronie trzy oszczepy jak w godle. Labry nieznanej barwy.
Tesmar II b: W polu błękitnym trzy rzeki w pas, srebrne. Klejnot: nad hełmem, bez korony trzy oszczepy na opak w wachlarz, srebrne. Labry błękitne, podbite srebrem.

## Najwcześniejsze wzmianki
Wariant II wymieniany w herbarzach: Bagmihla (Pommersches Wappenbuch), Ledebura (Adelslexikon der Preussichen Monarchie von...) i w Nowym Siebmacherze. Wariant II a wymieniany przez Bagmihla i Siebmachera. Pochodzi on z pieczęci Heinricha von Tesmar (zm. przed 1545) z Kamosowa. Wariant II b tylko przez Siebmachera. Herbu tego używali Tesmarowie służący w XVIII/XIX wieku w armii pruskiej. 

## Rodzina Tesmar
Istniały na Pomorzu trzy rodziny tego nazwiska, mającego pochodzić od słowiańskiego imienia Cieszymir. Jedna wywodziła się z Meklemburgii i pisała się Tesmar, druga pochodziła z kołobrzeskich patrycjuszy, trzecia była rodziną kaszubską i pisała się Tesmer. Omawiany tu herb należał do rodziny wywodzącej się z kołobrzeskich patrycjuszy. Ród ten posiadał w wiekach XV-XVII dobra w okręgu słupskim (m.in. Równo, Seddin koło Swochowa), sławieńskim (Królewo) i białogardzkim (Kamosowo). Tesmarowie z Kołobrzegu wygaśli w XVII wieku, ostatnim z rodu był Ulrich von Tesmar, wzmiankowany w Kamosowie w 1628.

## Herbowni
Tesmar.